# Kabos Endre
Kabos Endre, születési és 1908-ig használt nevén Katz Ede (Nagyvárad, 1906. november 5. – Budapest, 1944. november 4.) háromszoros olimpiai bajnok magyar vívó.

## Pályafutása
Banktisztviselőként 1926-tól a VAC (Vívó és Atlétikai Club), majd 1930-tól a Tisza István Vívó Club vívója volt. 1934-ben az Egyesült Izzó főtisztviselője lett és sportpályafutását az UTE (Újpesti Torna Egylet) vívójaként folytatta. Kardvívásban és párbajtőrvívásban egyaránt versenyzett, de nemzetközi szintű eredményeit kardvívásban érte el. 1931-től 1937-ig mindkét fegyvernem magyar válogatottjában szerepelt.
1932-ben Los Angelesben a Gerevich Aladár, Glykais Gyula, Kabos Endre, Nagy Ernő, Petschauer Attila, Piller György összeállítású, majd 1936-ban Berlinben a Berczelly Tibor, Gerevich Aladár, Kabos Endre, Kovács Pál, Rajcsányi László, Rajczy Imre összeállítású magyar csapat tagjaként olimpiai bajnoki címet nyert. Az egyéni versenyen 1932-ben bronzérmes, 1936-ban olimpiai bajnok lett. Hat Európa-bajnoki címe közül kettőt egyéni versenyen nyert.
Annak ellenére, hogy jelentős nemzetközi versenyeken több egyéni bajnoki címet is nyert, az egyéni magyar bajnoki címet soha nem sikerült elnyernie. 1929-ben 5., 1933-ban második, 1934-ben negyedik volt a magyar kard bajnokságon. 1935-ben továbbjutott a selejtezőből, de orvosi javaslatra visszalépett a versenytől. 1936-ban a döntőt lábsérülése miatt feladta, így 9. lett. Az Újpesttel 1934-ben harmad-, 1935-ben másodosztályú csapatbajnok volt. 1936-ban már az első osztályban negyedikek lettek.
1936-os olimpiai bajnoki címének tiszteletére egy "olimpiai tölgyet" ültetett Berettyóújfaluban, mely a városi könyvtár épülete előtti parkban található. Az 1937-es és az 1938-as kard ob-ra nem nevezett. Az 1937-es párbajtőr csb-t megnyerte. Ezt a versenyt 1938 januárjában rendezték meg.
Zsidó származása miatt a második világháború idején behívták munkaszolgálatosnak, és az őket szállító teherautó 1944. november 4-én, a 38. születésnapját megelőző napon éppen a németek által aláaknázott Margit hídon közlekedett, amikor az felrobbant. Más forrás szerint a budai oldal felé tartó 48-as villamoson utazott, amikor a halálát okozó robbanássorozat történt.
1986-ban posztumusz a Zsidó Sporthírességek Csarnoka tagjává választották.

### Családja
Szülei Kabos Sámuel (született Katz Sámuel, 1863. Nyírbéltek – 1944) kereskedő, tisztviselő, majd a Magyar Mezőgazdasági Hitelintézet igazgatója, és Miklós Berta (1904-ig Militzer Berta, 1874–1956). Apja Bélteky Kálmán néven nyelvészeti tanulmányokat is írt. Anyjának, Militzer Bertának kilenc testvére volt.
Édesanyja testvérei közül Miklós Jutka (vagy Militzer Júlia, 1884. szept. 7. Berettyóújfalu –1976. febr. 18. Créteil, Franciaország) író, költő, A Holnap nagyváradi költői csoport tagja.
Testvére Kabos Veronika (1904–1992), akinek férje Keleti Aladár volt. Unokahúga Keleti Éva Kossuth-díjas fotóművész.
Első felesége Löffler Edit volt. Második felesége Vajda Terézia, az OTSB nemzetközi osztályának tisztviselője, később Londonban telepedett le.

## Sporteredményei
- kardvívásban:
  - háromszoros olimpiai bajnok (egyéni: 1936; csapat:1932, 1936)
  - olimpiai 3. helyezett (egyéni: 1932)
  - hatszoros Európa-bajnok (egyéni: 1933, 1934; csapat: 1931, 1933, 1934, 1935)
  - Európa-bajnoki 2. helyezett (egyéni: 1931)
  - magyar bajnok (csapat: 1930)
- párbajtőrvívásban:
  - magyar bajnok (csapat: 1937, 1938, 1939)

## Díjai, elismerései
- Toldi aranyérem (1936)

## Emlékezete
- Emléktáblája az Attila úti Petőfi Sándor Gimnáziumban (2006)
- Emléktáblája Berettyóújfaluban
- Kabos Endre Városi Sportcsarnok Berettyóújfaluban
- Kabos Endre emléknap
- Kabos Endre emlékív (2006)